# 蕭琛
蕭琛（480年—531年3月18日），字彥瑜，蘭陵人，南朝梁文学家。太中大夫蕭惠訓之子。為竟陵八友之一。

## 生平
史載蕭琛“性通脫，常自解灶事，畢狖餘，必陶然致醉”（《梁書》），不事產業，好音律，有縱橫才辯，任金紫光祿大夫。齊武帝永明十年（492年），和范雲出使北魏，受到北魏孝文帝的稱賞。
中大通三年二月乙卯（531年3月18日）卒，享年五十二歲，諡曰平子。

## 延伸阅读
[在维基数据编辑]
 《梁書·卷26》，出自姚思廉《梁書》